# La Carlota (España)
La Carlota este un oraș din Spania, situat în provincia Cordoba din comunitatea autonomă Andaluzia. Are o populație de 11.906 de locuitori.